# Teofil Parasca
Teofil Parasca (n. 8 august 1965, Arad, România) este un politician român, ales în 2024 senator din partea partidului Alianța pentru Unirea Românilor (AUR). 

## Educație și carieră profesională
Comisarul de poliție Parasca Teofil este absolvent al Academiei de Poliție Alexandru Ioan Cuza din București și Centrului European pentru Studii de Securitate G. C. Marshal.
În perioada 1 august 1999 până în 1 ianuarie 2001, Parască a fost ofițer internațional de poliție, iar din mai 2000 a fost șef al Departamentului de Selecție al Serviciului de Poliție din Kosovo. În același timp, el a fost ofițer pentru relații publice și purtător de cuvânt al Contingentului de polițiști români dislocați în Kosovo. Parască a ocupat mai multe funcții de execuție și de conducere în cadrul Misiunii ONU în Kosovo și a misiunii OSCE din Kosovo și Macedonia, fiind decorat cu Ordinul Național Pentru Merit în grad de Cavaler și cu Medalia Organizației Națiunilor Unite în Serviciul Păcii.
El a activat în perioada 1 octombrie 2004 până în 1 mai 2006 ca adjunct al șeful Secției Poliție din cadrul Oficiului OSCE, organizația în care a activat anterior ca observator voluntar al încetarii focului.
A ocupat diferite funcții în cadrul Inspectoratului de Poliție Județean Arad ca polițist de proximitate, ofițer de cercetări penale, purtător de cuvânt, ofițer de investigare a fraudelor și adjunct al Secției 2 Poliție Arad, funcție de pe care a fost numit șef al Biroului Poliției de Ordine Publică pentru Mediul Urban Arad.
Pe 1 aprilie 2011, Ministrul Administrației și Internelor l-a numit pe Parasca în funcția de adjunct al șefului Inspectoratului de Poliție Satu Mare, pe linia investigațiilor criminale, începând cu 31 martie același an.

## Carieră politică
Pe 16 februarie 2023, Parasca a anunțat că s-a alăturat partidului AUR.

### Senator (2024–prezent)

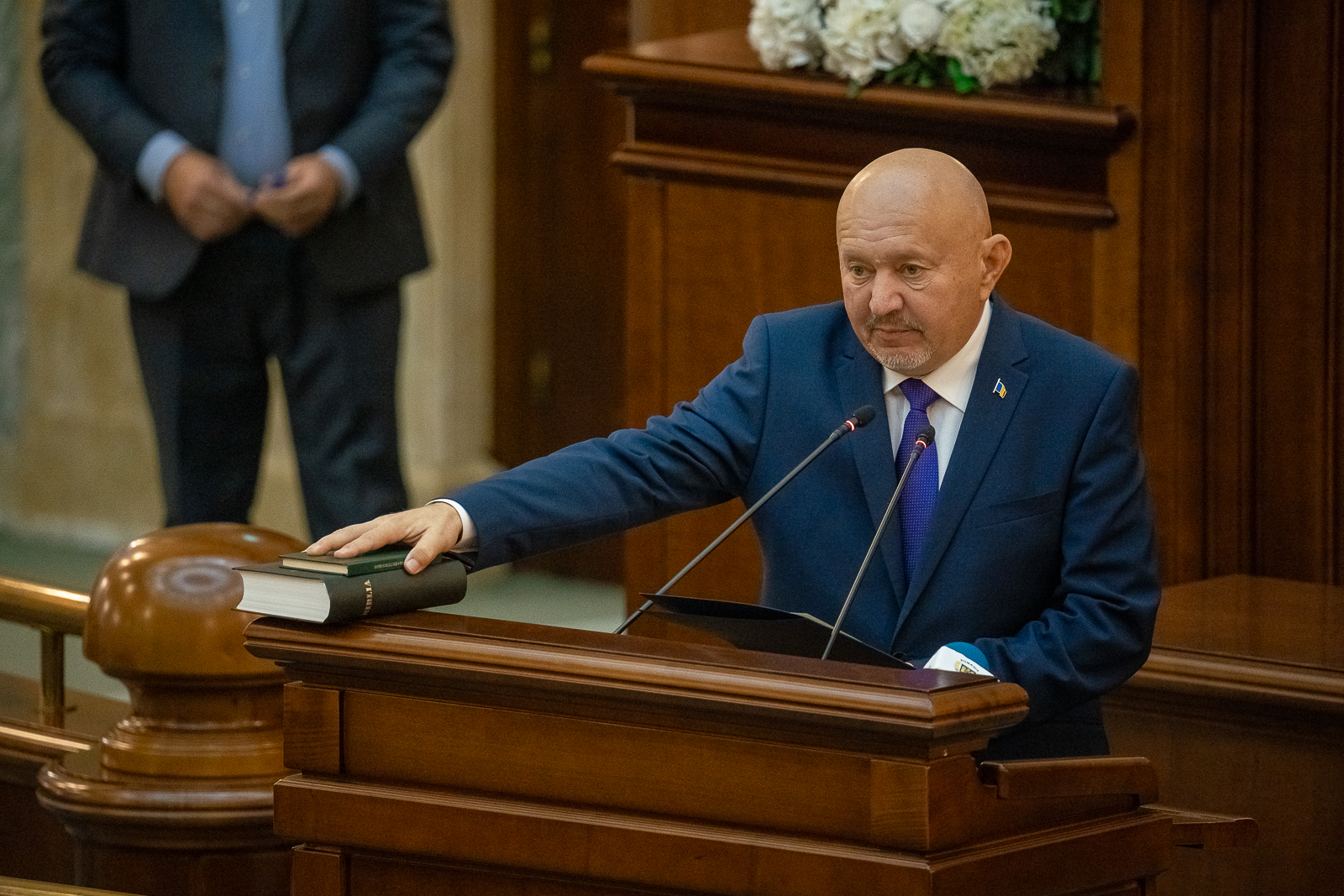
Parasca depunând jurământul în Senat, 21 decembrie 2024

În urma alegerilor parlamentare din 2024 pe 1 decembrie, Parasca a fost ales membru al Senatului României de în circumscripția nr. 2 Arad, preluând mandatul pe 21 decembrie. Ca senator este vicepreședinte al Comisiei specială comună de control parlamentar specializat al Europol, precum și membru al Comisia specială comună a Camerei Deputaților și Senatului pentru combaterea traficului de persoane. În plus, Parasca face parte al grupurilor parlamentare de prietenie pentru Bosnia și Herțegovina (secretar), Muntenegru, Albania și Venezuela.